# Ballinteer
Ballinteer är en förort till Irlands huvudstad Dublin, 7 km söder om stadens centrum. Ballinteer ligger 98 meter över havet och antalet invånare är 8 547.